# Felice della Rovere

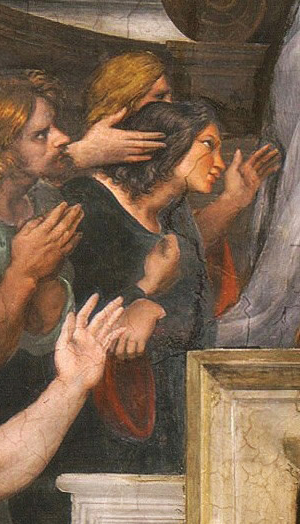
Felicia della Rovere, als meisje, in het zwart, geportretteerd door Rafaël op het fresco De Mis in Bolsena in de Stanza di Eliodoro

Felice della Rovere (Rome, 1483 – Rome, 27 september 1536) was de buitenechtelijke dochter van kardinaal Giuliano della Rovere (paus Julius II van 1503-1513) en zijn maîtresse Lucrezia Normanni. Tijdens de pontificaten van haar vader en diens opvolgers, Leo X en Clemens VII, zou zij een belangrijke rol spelen aan het pauselijk hof.

## Biografie
Felices moeder, Lucrezia, stamde van een oude Romeinse familie. Door toedoen van kardinaal della Rovere trouwde zij met Bernardino de Cupis, een kamerheer van de della Rovere familie. Uit dit huwelijk zou onder meer een zoon voortkomen, Giovanni Domenico de Cupis (1493-1553), die al in 1504 aan het hof van Julius II werkzaam was. In 1517 werd hij door paus Leo X tot kardinaal benoemd, iets wat Felice vlak voor het overlijden van haar vader al bij hem had willen verwezenlijken.
In haar vroege leven woonde zij bij haar moeder in Rome, maar na het aantreden van paus Alexander VI in 1492 volgde haar verdere opvoeding bij de della Rovere familie in Savona, uit angst voor eventuele represailles van de paus tegen kardinaal della Rovere en zijn familie.
Hoewel zij zich aanvankelijk gekeerd zou hebben tegen een gearrangeerd huwelijk trouwde zij op 23-jarige leeftijd met Giovanni Giordano Orsini, lid van de invloedrijke Romeinse Orsini familie. In tegenstelling tot het huwelijk van Lucrezia Borgia, de buitenechtelijke dochter van paus Alexander VI, werd het huwelijk niet afgesloten in het Vaticaan en besloot haar vader ook niet zelf aanwezig te zijn. 
Door de bepalingen in het huwelijkscontract, waarbij het erfrecht over zou gaan op haar oudste zoon, creëerde Felice een familieconflict, omdat door deze bepaling de zoon uit Orsini’s eerste huwelijk, Napoleone, gepasseerd werd. Na de geboorte van een dochter en zoon, die beide al snel na de geboorte stierven, bracht het huwelijk uiteindelijk 2 zonen (Francesco en Girolamo) en twee dochters (Clarissa en Giulia) voort.
Donaties van haar vader, waarvan zij onder meer een eigen kasteel kocht, en de rijkdom van de Orsini familie zorgden voor een snelle groei van Felices aanzien. Met de verkoop van tarwe, onder meer aan het Vaticaan, wist zij haar persoonlijke fortuin verder uit te breiden.
Bij de dood van haar echtgenoot in 1517 werd Felice aangesteld als regent namens haar twee minderjarige zonen, een rol die zij 18 jaar zou vervullen, en waarbij zij naast de behartiging van de belangen van haar zonen ook diplomatieke missies ondernam uit naam van de paus; haar naam werd genoemd bij de vredesbesprekingen tussen haar vader en de Franse koningin. Felice was een van de weinige leden van de della Rovere familie, die onderhandelingen aanging met Michelangelo inzake het grafmonument van haar vader.

## Bron
- Caroline P. Murphy: “De dochter van de paus”